# Danny Simpson
Daniel Peter „Danny“ Simpson (* 4. Januar 1987 in Salford) ist ein englischer Fußballspieler, der zuletzt bei Bristol City unter Vertrag stand. Simpson wurde als Sohn englisch-jamaikanischer Eltern geboren.

## Karriere
Simpson begann das Fußballspielen beim Parkwyddn JFC (Junior Football Club). Von dort ging er 2003 zu Manchester United und absolvierte hier in der Saison 2007/08 seine ersten Einsätze in dessen 1. Mannschaft. Mit diesen gewann er 2008 den englischen Meistertitel und die Champions League. In seiner Zeit dort folgten fünf Ausleihen zu diversen europäischen Klubs, ehe er 2010 fest zu Newcastle United wechselte. Nach dieser Station folgte ein Jahr bei den Queens Park Rangers und fünf im Trikot von Leicester City. Dort wurde er 2016 englischer Meister und nahm anschließend an der Champions League teil. Sein im Sommer 2019 unterschriebener Leihvertrag mit Huddersfield Town endet mit Ablauf der Saison und wurde nicht verlängert. Anschließend spielte er in der U-23 Leicesters, ehe er im März 2021 mit Zweitligist Bristol City einen neuen Verein fand.

## Erfolge
- Englischer Meister: 2008, 2016
- Champions-League-Sieger: 2008